# 大島美優
大島 美優（おおしま みゆ、2009年〈平成21年〉11月19日 - ）は、日本の子役、元アイドル。女性アイドルグループCiào Smilesの元メンバー。アミューズ所属。埼玉県出身。

## 略歴
2018年、「ちゃおガール2018☆オーディション」準グランプリを受賞し、ちゃおガールとしての活動を開始。2019年7月から2021年3月末まで、Ciào Smilesのメンバーとして活動した。
2019年、4月期フジテレビ系月9ドラマ『ラジエーションハウス～放射線科の診断レポート』で女優デビュー。
2022年、4月期TBS系日曜劇場『マイファミリー』で物語の鍵となる主人公の娘・鳴沢友果役に抜擢される。

## 出演

### テレビドラマ
- ラジエーションハウス〜放射線科の診断レポート〜（2019年4月8日 - 6月17日、フジテレビ） - 甘春杏（幼少期）
  - ラジエーションハウスII〜放射線科の診断レポート〜 第7話（2021年11月15日、フジテレビ）
- 相棒 season18 第3話（2019年10月23日、テレビ朝日） - 秦野明菜
- 未満警察 ミッドナイトランナー 第1話（2020年6月27日、日本テレビ） - 浅田茉莉奈 役
- ファイトソング（2022年1月11日 - 3月15日、TBS） - 萩原凛（幼少期）役
- だから殺せなかった 第5話（2022年2月6日、WOWOW） - 江原むつみ（幼少期）役
- マイファミリー（2022年4月10日 - 6月12日、TBS） - 鳴沢友果 役[3][4]
- 雨に消えた向日葵（2022年7月24日 - 8月21日、WOWOW） - 石岡葵 役[5]
- 湊かなえ「落日」（2023年9月10日 - 10月1日、WOWOW） - 甲斐真尋（幼少期） 役
- 君となら恋をしてみても 第3話（2023年10月20日、毎日放送） - 山菅杏奈 役
- ユーミンストーリーズ 第3週「春よ、来い」（2024年3月18日 - 21日、NHK総合） - 北野陽葵 役
- 警視庁ゼロ係〜スカイフライヤーズ〜（2024年7月22日、テレビ東京） - 加藤伊都子（少女期） 役[6]
- 連続テレビ小説「おむすび」（2024年9月30日-、NHK） - 渡辺真紀・田原詩 役

### 映画
- 沈黙のパレード（2022年9月16日公開） - 本橋優奈 役

### CM
- 味の素 「クノール（R）カップスープ」「コーンなうれしい朝にして」篇、「ごちそうの方程式」篇（2024年9月25日 - ） - 河合優実、渋谷そらじと共演[7]

### 劇場アニメ
- 名探偵コナン ハロウィンの花嫁（2022年、女子高生）

### 雑誌
- ちゃお（2019年 - 、小学館）

### Web
- YouTube ちゃおチャンネル各動画（2019年 - ）
- リカちゃん「ジュエルアップかれんちゃん」ダンスビデオ - YouTube（タカラトミー、2019年）
- リカちゃん「ジュエルアップかれんちゃん」ダンスレッスンビデオ - YouTube（タカラトミー、2019年）
- 「グミチョコパンプキン」公式ミュージックビデオ 〜ハロウッドチャンネル〜【ハロウィン】 - YouTube（2019年）
- リカちゃんとおどろう♪「ゆめいろリカちゃん」ダンスビデオ - YouTube（タカラトミー、2020年）
- リカちゃんとおぼえてダンス♪「ゆめいろリカちゃん」ダンスレッスンビデオ - YouTube（タカラトミー、2020年）

### イベント
- 「東京おもちゃショー2019」リカちゃん&かれんちゃんスペシャルダンス ステージ - YouTube（2019年）